# David Zalazar
David Leonel Zalazar (General Villegas, 9 maggio 2002) è un calciatore argentino, centrocampista del Central Córdoba (SdE), in prestito dal Talleres (C).

## Caratteristiche tecniche
Gioca come ala sinistra.

## Carriera
Zalazar è cresciuto nel settore giovanile dell'Argentinos Juniors con cui ha firmato il primo contratto professionistico nel giugno del 2020. Ha debuttato in prima squadra il 10 febbraio 2022 nell'incontro di Copa de la Liga Profesional vinto 1-0 contro il Patronato e due settimane dopo ha segnato il suo primo gol nel pareggio interno per 1-1 contro il San Lorenzo.
Il 24 gennaio 2023 è stato acquistato a titolo definitivo dal Talleres (C). Dopo due sole presenze, il 25 agosto è stato prestato al Barracas Central fino al termine dell'anno solare. Il 12 gennaio 2024 è passato con la stessa formula al Gimnasia (LP).

## Statistiche

### Presenze e reti nei club
Statistiche aggiornate al 2 maggio 2025.
| Stagione        | Squadra               | Campionato      | Campionato | Campionato | Coppe nazionali | Coppe nazionali | Coppe nazionali | Coppe continentali | Coppe continentali | Coppe continentali | Altre coppe | Altre coppe | Altre coppe | Totale | Totale | Totale |
| Stagione        | Squadra               | Comp            | Pres       | Reti       | Comp            | Pres            | Reti            | Comp               | Pres               | Reti               | Comp        | Pres        | Reti        | Pres   | Reti   |        |
| --------------- | --------------------- | --------------- | ---------- | ---------- | --------------- | --------------- | --------------- | ------------------ | ------------------ | ------------------ | ----------- | ----------- | ----------- | ------ | ------ | ------ |
| 2022            | Argentinos Juniors    | PD              | 11         | 1          | CA+CdL          | 1+12            | 0+1             | -                  | -                  | -                  | -           | -           | -           | 24     | 2      |        |
| 2023            | Talleres (C)          | PD              | 1          | 0          | CA+CdL          | 0               | 0               | -                  | -                  | -                  | -           | -           | -           | 1      | 0      |        |
| 2023            | Barracas Central      | PD              | 0          | 0          | CA+CdL          | 0+5             | 0               | -                  | -                  | -                  | -           | -           | -           | 5      | 0      |        |
| 2024            | Gimnasia (LP)         | PD              | 25         | 1          | CA+CdL          | 3+5             | 0+1             | -                  | -                  | -                  | -           | -           | -           | 33     | 2      |        |
| 2025            | Central Córdoba (SdE) | PD              | 5          | 0          | CA              | 0               | 0               | CL                 | 2                  | 0                  | SA          | -           | -           | 7      | 0      |        |
| Totale carriera | Totale carriera       | Totale carriera | 42         | 2          |                 | 26              | 2               |                    | 2                  | 0                  |             | -           | -           | 70     | 4      |        |